# PhenoAge
PhenoAge heißt ein Algorithmus zur Berechnung des biologischen Alters, der 2018 von Morgan Levine, Luigi Ferrucci, Steve Horvath und anderen Biowissenschaftlern entwickelt wurde. Es stellt einen Anhaltspunkt für das Verhältnis zwischen dem Alterungszustand eines Menschen und dessen chronologischen Alter dar.
Zugrunde liegen der Formel verschiedene Blutwerte:
- Albumin
- Kreatinin
- Glukose
- C-reaktives Protein
- Lymphozytenanteil
- Mittleres Erythrozyteneinzelvolumen
- Erythrozytenverteilungsbreite (EVB)
- Alkalische Phosphatase
- Anzahl der weißen Blutkörperchen

Zu den Anwendungen zählen die statistischen Untersuchungen der Korrelation zwischen dem biologische Alter und Krebserkrankungen oder zwischen biologischem Alter und dem Sterberisiko hospitalisierter schwerkranker Menschen.